# Marian Szeja
Marian Henryk Szeja (ur. 20 sierpnia 1941 w Siemianowicach Śląskich, zm. 25 lutego 2015 w Wałbrzychu) – polski piłkarz, występujący na pozycji bramkarza.
Absolwent Zasadniczej Szkoły Zawodowej. Zawodnik Unii Kędzierzyn, Górnika Thorez i Zagłębia Wałbrzych oraz francuskich zespołów: FC Metz (1973/74 4-0) i AJ Auxerre. W reprezentacji Polski wystąpił 15 razy.

## Piłkarz
Zadebiutował w wieku 14 lat w Unii Kędzierzyn, od początku na pozycji bramkarza; w 1963 r. trafił do III-ligowego Thoreza i wraz z tym klubem awansował do II ligi rok później. Powołany został do reprezentacji młodzieżowej na mecz z Turcją, który Polska wygrała (2:0) w Łodzi. Jako senior kadry Polski zadebiutował w Szczecinie 24 października 1965 w meczu z Finlandią (7:0).
Później grał przeciw Anglii − 5 stycznia 1966 w Liverpoolu (1:1) i w rewanżu w Chorzowie (przegrana Polski 0:1); po obu tych meczach uzyskał (pomimo utraty bramek) dobre oceny i gratulacje, także od przeciwników. W tournée reprezentacji Polski po Ameryce Południowej Brazylia wygrała na stadionie Maracanã (2:1), ale miejscowa prasa wybiła w nagłówkach fakt, że słynnemu napastnikowi Pelému nie udało się strzelić bramki Marianowi Szei.
Jego klub, przemianowany na Zagłębie Wałbrzych, awansował w 1968 do I ligi, a w sezonie 1970-1971 zajął w niej III miejsce i wystąpił w Pucharze UEFA
W roku 1974 uzyskał zgodę na kontrakt zagraniczny i wyjechał do Metzu, a potem do II-ligowego klubu Auxerre, z którym w 1979 dotarł do finału Pucharu Francji, a w 1980 awansował do francuskiej I ligi.

## Kariera reprezentacyjna
W reprezentacji, w eliminacjach do igrzysk olimpijskich 1972, został doskonale oceniony po wygranym przez Polskę meczu eliminacyjnym z Hiszpanią (w Gijón; 2:0), podobnie jak po rozegranym w tym samym sezonie meczu eliminacyjnym do Mistrzostw Europy z RFN (0:0).
Pojechał na IO w Monachium 1972 jako bramkarz rezerwowy, jednak w ani jednym meczu, ani przez jedną minutę nie wszedł na boisko. Z tego powodu nie otrzymał medalu olimpijskiego i przez długi czas w kronikach i statystykach sportowych nie był uznawany za olimpijczyka. Dopiero po latach znalazł się na oficjalnych listach medalistów olimpijskich.
Ostatni mecz w reprezentacji rozegrał w 1973 z USA (0:1).

## Trener
Po zakończeniu kariery wrócił do Wałbrzycha, gdzie pracował zarobkowo jako taksówkarz, wyjeżdżając jednak przez kilka lat na dwu- lub trzymiesięczne kontrakty do Auxerre, gdzie szkolił bramkarzy.

## Rodzina
Marian Szeja w 1961 r. zawarł związek małżeński, jego dwaj synowie (Bernard i Dariusz) również grali w wałbrzyskim Zagłębiu.

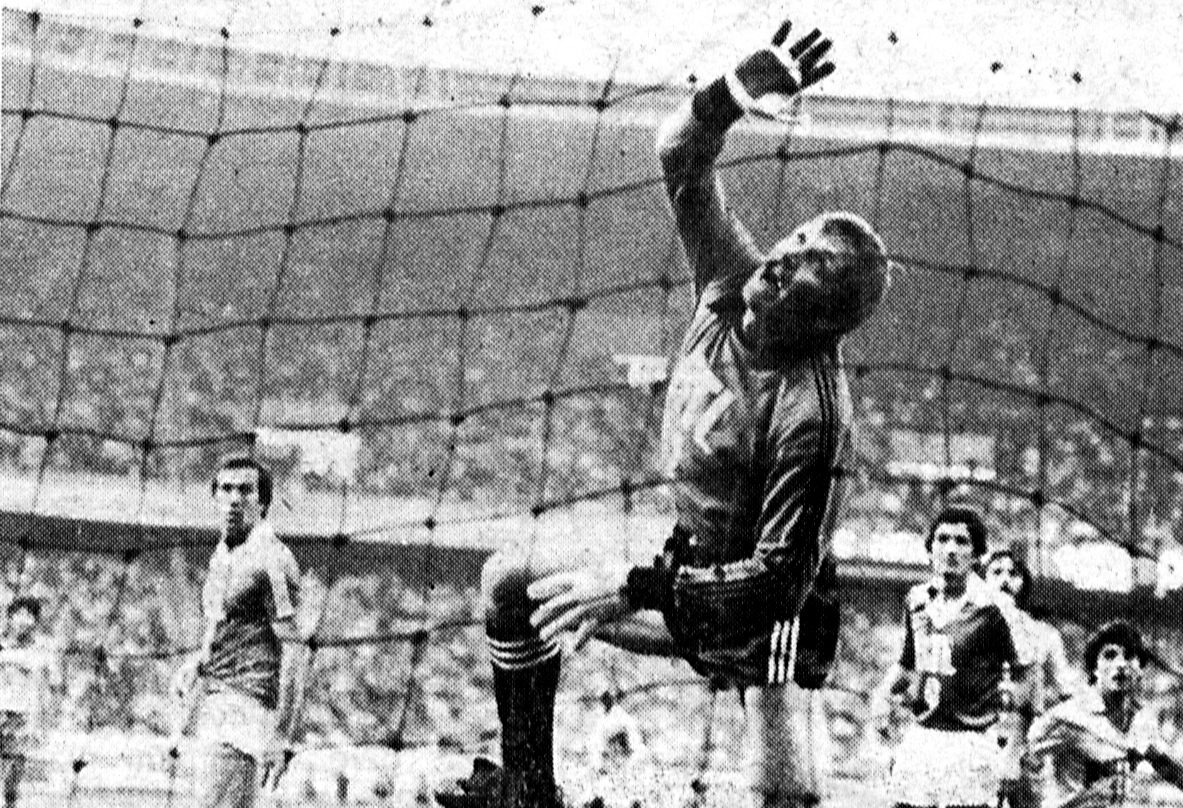
Marian Szeja broni na Parc des Princes podczas finału Pucharu Francji

## Sukcesy
Reprezentacyjne
- Złoty medal na IO w Monachium: 1972

Klubowe z AJ Auxerre
- Finał Pucharu Francji: 1978/79
- Mistrzostwo Ligue 2: 1979/80

## Odznaczenia
- Złoty Krzyż Zasługi (1972)[5]
- Złota Odznaka PZPN (1972)[6]